# Japans kejsere
Japans kejsere kan mytologisk spores tilbage til 660-585 f.Kr. Nedenfor er kvindelige monarker markeret med kursiv. En stjerne (*) indikerer en monark, som ikke er en direkte forfader til den nuværende kejser. Årstal for de første 28 – og især de første 16 – kejsere, er baseret på overleveringer.

## Præ-Yamato (660 f.Kr.-399) (arkæologisk:Yayoi-perioden)
1 Jimmu 660–585 f.Kr. 

2 Suizei 581–549 f.Kr. 

3 Annei 549–511 f.Kr. 

4 Itoku 510–476 f.Kr. 

5 Kōshō 475–393 f.Kr.

6 Kōan 392–291 f.Kr.

7 Kōrei 290–215 f.Kr.

8 Kōgen 214–158 f.Kr.

9 Kaika 157–98 f.Kr.

10 Sujin 97–30 f.Kr.

11 Suinin 29 f.Kr.– 70 

12 Keikō 71–130 

13 Seimu 131–191 *

14 Chūai 192–200 

Jingū Kōgō 209–269 (Regent)

15 Ōjin(Hachiman) 270–310 

16 Nintoku 313–399 *

## Yamato-perioden(400-539) (arkæologisk:Kafun-perioden)
17 Richū 400–405 *

18 Hanzei 406–410 *

19 Ingyō 411–453 *

20 Ankō 453–456 *

21 Yūryaku 456–479 *

22 Seinei 480–484 *

23 Kenzō or Kensō 485–487 *

24 Ninken 488–498 *

25 Buretsu 498–506 *

26 Keitai 507–531

27 Ankan 531–536 *

28 Senkwa 536–539 *

## Sikkert daterede kejsere og kejserinder (539–715)
29 Kimmei (509–571, monark 539–571)

30 Bidatsu (538–585, monark 572–585)

31 Yōmei (?–587, monark 585–587) *

32 Sushun (?–592, monark 587–592) *

33 Suiko (554–628, monark 593–628) *

34 Jomei (593–641, monark 629–641)

35 Kōgyoku(Saimei) (594–661, monark 642–645) *

36 Kōtoku(Taika) (597–654, monark 645–654) *

37 Saimei (594–661, monark 655–661) *

38 Tenji (626–672, monark 661–672)

39 Kōbun (648–672, monark 672) *

40 Temmu (?–686, monark 672–686) *

41 Jitō (645–703, monark 686–697) *

42 Mommu (683–707, monark 697–707) *

43 Gemmei (661–722, monark 707–715) *

## Nara-perioden(715–781)
44 Genshō(Yoro) (680–748, monark 715–724) *

45 Shōmu (701–756, monark 724–749) *

46 Kōken (718–770, monark 749–758) *

47 Junnin (733–765, monark 758–764) *

48 Shōtoku (718–770, monark 764–770) *

49 Kōnin (709–782, monark 770–781)

## Heian-perioden(781–1198)
50 Kammu or Kwammu (737–806, monark 781–806)

51 Heizei (774–824, monark 806–809) *

52 Saga (786–842, monark 809–823)

53 Junna (786–840, monark 823–833) *

54 Nimmyō (810–850, monark 833–850)

55 Montoku (827–858, monark 850–858) *

56 Seiwa (850–881, monark 858–876) *

57 Yōzei (869–949, monark 876–884) *

58 Kōkō (830–887, monark 884–887)

59 Uda (867–931, monark 887–897)

60 Daigo (885–930, monark 897–930)

61 Suzaku (923–952, monark 930–946) *

62 Murakami (926–967, monark 946–967)

63 Reizei (950–1011, monark 967–969) *

64 En'yū (959–991, monark 969–984)

65 Kazan (968–1008, monark 984–986) *

66 Ichijō (980–1011, monark 986–1011) *

67 Sanjō (976–1017, monark 1011–1016) *

68 Go-Ichijō (1008–1036, monark 1016–1036) *

69 Go-Suzaku (1009–1045, monark 1036–1045)

70 Go-Reizei (1025–1068, monark 1045–1068) *

71 Go-Sanjō (1034–1073, monark 1068–1073)

72 Shirakawa (1053–1129, monark 1073–1087 og klosterstyre 1086–1129)

73 Horikawa (1079–1107, monark 1087–1107)

74 Toba (1103–1156, monark 1107–1123 og klosterstyre 1129–1156)

75 Sutoku (1119–1164, monark 1123–1142) *

76 Konoe (1139–1155, monark 1142–1155) *

77 Go-Shirakawa (1127–1192, monark 1155–1158 og klosterstyre 1158–1192)

78 Nijō (1143–1165, monark 1158–1165) *

79 Rokujō (1164–1176, monark 1165–1168) *

80 Takakura (1161–1181, monark 1168–1180)

81 Antoku (1178–1185, monark 1180–1185) *

82 Go-Toba (1180–1239, monark 1183–1198)

## Kamakura-perioden(1198–1339)
83 Tsuchimiko (1195–1231, monark 1198–1210)

84 Juntoku (1197–1242, monark 1210–1221) *

85 Chūkyō (1218–1234, monark 1221) *

86 Go-Horikawa (1212–1234, monark 1221–1232) *

87 Shijō (1231–1242, monark 1232–1242) *

88 Go-Saga (1220–1272, monark 1242–1246)

89 Go-Fukakusa (1243–1304, monark 1246–1260)

90 Kameyama (1249–1305, monark 1260–1274) *

91 Go-Uda (1267–1324, monark 1274–1287) *

92 Fushimi (1265–1317, monark 1287–1298)

93 Go-Fushimi (1288–1336, monark 1298–1301)

94 Go-Nijō (1285–1308, monark 1301–1308) *

95 Hanazono (1297–1348, monark 1308–1318) *

96 Go-Daigo (1288–1339, monark 1318–1339) *

## Muromachi-perioden(1339–1611)
97 Go-Murakami (1328–1368, monark 1339–1368) *

98 Chōkei (1343–1394, monark 1368–1383) *

99 Go-Kameyama (?–1424, monark 1383–1392) *

### Det nordlige Hof(1331–1611)
Nordlige Ashikaga-monark 1: Kōgon (1313–1364, monark 1331–1333)

Ashikaga-monark 2: Kōmyō (1322–1380, monark 1336–1348) *

Ashikaga-monark 3: Sukō (1334–1398, monark 1348–1351)

Mellemperiode, 26. november 1351-25. september 1352

Ashikaga-monark 4: Go-Kōgon (1338–1374, monark 1352–1371) *

Ashikaga-monark 5: Go-En'yū (1359–1393, monark 1371–1382) *

100 Go-Komatsu (1377–1433, monark 1392–1412) *

101 Shōkō (1401–1428, monark 1412–1428) *

102 Go-Hanazono (1419–1471, monark 1428–1464) 

103 Go-Tsuchimiko (1442–1500, monark 1464–1500) 

104 Go-Kashiwabara (1464–1526, monark 1500–1526) 

105 Go-Nara (1497–1557, monark 1526–1557) 

106 Ōgimachi (1517–1593, monark 1557–1586)

107 Go-Yōzei (1572–1617, monark 1586–1611)

## Edo-perioden(1611–1867)
108 Go-Mizunoo (1596–1680, monark 1611–1629)

109 Meishō (1624–1696, monark 1629–1643) *

110 Go-Kōmyō (1633–1654, monark 1643–1654) *

111 Go-Sai (1637–1685, monark 1655–1663) *

112 Reigen (1654–1732, monark 1663–1687)

113 Higashiyama (1675–1709, monark 1687–1709)

114 Nakamiko (1702–1737, monark 1709–1735) *

115 Sakuramachi (1720–1750, monark 1735–1747) *

116 Momozono (1741–1762, monark 1747–1762) *

117 Go-Sakuramachi (1740–1813, monark 1762–1771) *

118 Go-Momozono (1758–1779, monark 1771–1779) *

119 Kōkaku (1771–1840, monark 1780–1817)

120 Ninkō (1800–1846, monark 1817–1846)

121 Kōmei (1831–1867, monark 1846–1867)

## Det moderne Japan (1867–)
Navngivningsreglerne er blevet mere komplicerede for de seneste kejsere:
122 明治 Meiji (1852–1912, monark 1867–1912)

- Refereres til som Meiji-kejseren, ikke til hans navn Mutsuhito.

123 大正 Taishō (1879–1926, monark 1912–1926)

- Refereres til som Taisho-kejseren, ikke til hans navn Yoshihito

124 昭和 Shōwa (1901–1989, monark 1926–1989)

- I Japan refereres han til som Showa-kejseren, men er i vesten mest kendt som kejser Hirohito.

125 Akihito (1933–, monark 1989–2019)

- I Japan kaldtes Akihitos æra Heisei 平成 .
- I vesten er han oftest kendt som kejser Akihito.

126 Naruhito (1960-, monark 2019-)
- I Japan vil Naruhito ofte blive benævnt Tennō Heika (天皇陛下), da han er den nuværende kejser.
- Naruhitos æra benævnes Reiwa (令和) æraen.